# Приход Юри
Прихо́д Ю́ри (эст. Jüri kihelkond, нем. Kirchspiel Matthias) — административно-территориальная единица Эстонии, входившая в состав исторической области Харьюмаа. Во времена Российской империи носил также название приход Святой Ю́ргенс.
В состав прихода входили 11 мыз: 1 церковная мыза (пасторат), 6 рыцарских мыз (дворянских имений), 1 полумыза, 2 городские мызы и 1 мыза рыцарства.

## Мызы
| Изображение | Оригинальное название                      | Приход     | Состояние            | Место нахождения | Архитектурный стиль | Название      | Примечания                         |
| ----------- | ------------------------------------------ | ---------- | -------------------- | ---------------- | ------------------- | ------------- | ---------------------------------- |
|             | эст. Jüri kirikumõis нем. Pastorat Jürgens | Приход Юри | Сохранилась          | Юри              |                     | Пасторат Юри  | церковная мыза                     |
|             | эст. Aruvalla нем. Arrowall                | Приход Юри |                      | Арувалла         |                     | Мыза Арувалла | рыцарская мыза (дворянское имение) |
|             | эст. Kautjala нем. Kautel                  | Приход Юри | Сохранилась          | Каутъяла         |                     | Мыза Каутъяла | городская мыза                     |
|             | эст. Kurna нем. Cournal                    | Приход Юри | Сохранилась в руинах | Раэ              |                     | Мыза Курна    | рыцарская мыза (дворянское имение) |
|             | эст. Lagedi нем. Laakt                     | Приход Юри |                      | Лагеди           |                     | Мыза Лагеди   | рыцарская мыза (дворянское имение) |
|             | эст. Lehmja нем. Rosenhagen                | Приход Юри |                      | Лехмья           |                     | Мыза Лехмья   | рыцарская мыза (дворянское имение) |
|             | эст. Mõigu нем. Moik                       | Приход Юри | Сохранилась          | Мыйгу            |                     | Мыза Мыйгу    | рыцарская мыза (дворянское имение) |
|             | эст. Nabala нем. Nappel                    | Приход Юри | Сохранилась          | Набала           |                     | Мыза Набала   | мыза рыцарства                     |
|             | эст. Rae нем. Johannishof                  | Приход Юри |                      | Раэ              |                     | Мыза Раэ      | городская мыза                     |
|             | эст. Sausti нем. Groß-Sauß                 | Приход Юри | Сохранилась          | Саусти           | Барокко             | Мыза Саусти   | рыцарская мыза (дворянское имение) |
|             | эст. Vaida нем. Wait                       | Приход Юри | Сохранилась          | Вайда            |                     | Мыза Вайда    | полумыза                           |

## История возникновения
Приход Юри возник в начале XIII века на основее древнего прихода Окрилае (Ocrielae).

## Современное географическое положение
Приход полностью входит в состав современного уезда Харьюмаа. Бо́льшая часть территории прихода поделена между волостями Раэ и Кийли, к которым соответственно относятся восточная и западная части прихода.
Небольшая часть на востоке относится к волости Раазику, а узкая полоса на западе — к волости Саку.